# United States Penitentiary, Lompoc
United States Penitentiary, Lompoc (USP Lompoc) är ett federalt fängelse för manliga intagna och är belägen i Lompoc, Kalifornien i USA. Den är en del av fängelsekomplexet Federal Correctional Complex, Lompoc. Fängelset förvarar intagna som är klassificerade för säkerhetsnivån "medel". USP Lompoc förvarade 2 098 intagna för november 2022.
Fängelset invigdes 1959.
Personer som varit intagna på USP Lompoc är bland andra Mac Dre.